# Улица Свободы (Рязань)
У́лица Свобо́ды (ранее — Мальшинская и Влади́мирская) — улица в историческом центре города Рязани. Проходит от Окского проезда до улицы Полевой. Пересекает улицы Затинную, Подгорную, Щедрина, Садовую, Ленина, Радищева, Горького, Маяковского, Яхонтова и площадь Свободы. Слева (при движении в сторону улицы Полевой) примыкают улицы Фурманова, Фрунзе. Справа примыкают улицы Рыбацкая и Полонского. Продолжением улицы на север, в направлении Лесопарка, является Окское шоссе.
Нумерация домов начинается от Окского проезда.

## История
Возникла в связи с утверждением в 1782 году Екатериной II регулярного плана города. На месте улицы издревна существовал Владимирский тракт (шёл из Владимира до наплавного моста через Оку). По новому плану он должен был соединяться с Астраханским трактом (ныне — улица Ленина) и в месте их соединения устраивалась Новобазарная площадь с каменными торговыми рядами (ныне — областная филармония).
Однако, имелись и отличия от старой гужевой дороги. Последняя от Нижнего посада (район нынешней площади Свободы) резко поворачивала вправо — к кремлю. Дальше вплоть до Астраханского тракта шли земельные угодья рязанских помещиков и духовенства (в том числе Нарышкиных). Государство выкупило частные владения и стало проводить землеустроительные работы. Предстояло сгладить местность, срыв три холма и засыпав два оврага. До двух тысяч крестьян в течение пяти лет участвовали в этих работах.
Улица достаточно быстро приобрела фешенебельный вид. Здесь охотно селились купцы, хотя цена земли была очень высокой.
В старые времена на берегу реки Лыбедь на Скоморошьей горе находилась слобода купцов и разночинцев-людей разного чина и званий. В местности слободы на Скоморошьей горе входила часть ул. Свободы в районе Рязанского епархиального женского училища (ныне — РГУ) и на углу ул. Свободы, Щедрина, Скоморошинская и Подгорная.
Напротив Рязанского епархиального женского училища, от берега речки Лыбедь проходил большой овраг Ямского лоска, который пересекал ул. Владимирская (Свободы) и находился в усадьбе Гаврилы Рюмина на территории Нижнего городского сада. В овраге Ямского лоска в Нижнем городском саду протекал Безымянный ручей впадающий в речку Лыбедь в районе ул. Николодворянская.
Улица Мальшинская (Свободы) называлась по фамилии купца Петра Алексеевича Мальшина. На углу ул. Мальшинская, Левицкая (Радищева) и Астраханская располагалась усадьба купца Петра Алексеевича Мальшина. В XIX веке бывшая усадьба Петра Мальшина находилась в ведомстве Рязанского земства. Общественный сад земской усадьбы располагался на углу ул. Мальшинская и Левицкая, напротив здания бывшего главного усадебного дома Петра Мальшина на ул. Астраханская (Ленина 35).
В 1902 г. в Рязанском губернском земском собрании рассматривался вопрос о покупке земской усадьбы для устройства летнего и зимнего помещения Благородного собрания.
В 1880 годах Благородное собрание выкупило усадьбу, которая примыкала к городскому саду (Нижний городской сад), в котором было построено летнее помещение для летнего пребывания Благородного собрания. В сентябре 1902 г. летнее помещение Благородного собрания сгорело.
В ходе обсуждения вопроса о строительстве новой усадьбы Благородного собрания обсуждалась усадьба Рязанского земства, которая располагалась на углу ул. Мальшинская и Левицкая. Рязанское земское собрание принимает решение отказаться от предложения Благородного собрания.
Земская усадьба представляла собой сад с вековыми деревьями. В этот период на земской усадьбе уже планировалось строительство дома для помещения Губернской земской управы.
Усадьба Рязанского земства сдавалась в аренду Обществу велосипедистов и Рязанскому Обществу сельского хозяйства. В журнале Дневник Артиста за 1893 г.  публикуется заметка, что в саду при клубе Общества велосипедистов устроен летний театр-эстрада.
В журнале Театральная библиотека 1894 г. опубликована заметка, что в Рязани в летнем саду клуба Общества велосипедистов строится новый летний театр, для которого в Москве в настоящее время оформляется драматическое Товарищество под управлением артиста И. Е. Самарина.
В 1910 г. Рязанским губернским земским собранием рассматривался вопрос о строительстве дома Губернской земской управы, на углу ул. Мальшинская и Левицкая, на месте сада усадьбы Рязанского земства, где находился летний театр в саду Общества трезвости.В летние сезоны в театре Рязанского Общества трезвости давались спектакли 2 раза в неделю. Вход в сад Общества трезвости стоил 12 копеек.
В 1899 г. Рязанское губернское земское собрание обсуждало вопрос об уступке земского сада в арендное пользование в пользу Общества трезвости. В этот период земский сад был занят Рязанским Обществом сельского хозяйства.
На заседании земского собрания рассматривалось два предложения от Общества трезвости и Рязанского Общества народных развлечений о сдаче в аренду на 12 лет земского сада на Мальшинской улице под устройство народных развлечений.
В последующие годы на территории земского сада проводились мероприятия Общества трезвости и Общества для народных развлечений г. Рязани.
В отчетах Рязанского уездного земского собрания 1915 г. описывается, что в саду усадьбы Общества трезвости работал летний кинотеатр Дарьялы, который был разобран для строительства барака в Губернской больнице на ул. Семинарская.
В журнале Рампа и жизнь 1915 г. №11 публиковалась новость, что Рязанское губернское земство постановило здание летнего театра сломать и построить дом для нужд земства. Таким образом Рязань на лето осталась совершенно без театра. 
До октябрьской революции на месте сада земской усадьбы и сада Общества трезвости строилось здание Губернской земской управы. На сегодняшний день в бывшем здании земской управы расположена Администрация города Рязани по адресу Радищева 28.
После Октябрьской революции в 1919 г. ул. Мальшинская и Владимирская были переименованы в ул. Свободы.
По воспоминаниям жителей Рязани, ещё в 1940—1950 годах часть ул. Свободы по спуску на площадь Свободы ещё носила народное название — Владимирская горка. В зимнее время местные дети катались на Владимирской горке.
20 августа 1955 г. был принят проект выставки, разработанный Е. Г. Ларинским. В строительстве и благоустройстве территории Рязанской областной сельскохозяйственной, промышленной, строительной выставки принимали участие практически все промышленные предприятия и строительные организации города. 27 октября 1955 г. выставка была открыта. На площади 9,6 га размещались 22 выставочных павильона, две фермы, бассейн, ресторан, торговые киоски. В обиходе рязанцев, комплекс называется Торговым городком, реже — Рязанской ВДНХ.

## Здания
- Дом № 1 — главный павильон Рязанской областной сельскохозяйственной, промышленной, строительной выставки. Здание является частью комплекса Выставки, построенного в 1955 г. Активно использовалось в 1950-е вплоть до конца 1980-х. К 1990-м годам комплекс приходил в аварийное состояние — часть павильонов была заброшена, часть перепрофилирована. К 2000—2010 годам комплекс, кроме передней части — рынка — оказался полностью заброшенным. В 2019 году началась реставрация комплекса — активные работы начались в 2022 году — были проложены коммуникации (водоснабжение, водоотвод, электричество), отреставрированы павильоны и территория комплекса.
- Церковь Благовещения, построенная в XVII веке. Находится на пересечении улиц Затинной (ул. Затинная, дом 58) и Свободы.
- Дом № 7. Принадлежал родному племяннику Михаила Хераскова, купившего себе дом у рязанского помещика Федора Серова. Здание сохранилось и по сей день. После Октябрьской революции в этом доме жила Ольга Аполлоновна Петрова, урождённая Хераскова.
- Дом № 22 — памятник архитектуры[8]. Охранялся государством. Был снесён в 2009 году.
- Дом № 24 — памятник архитектуры[8]. Охранялся государством. Был снесён в 2009 году.
- Дом № 32 — Бывшая богадельня сестер Титовых. Сёстры выиграли 200 000 руб. в лотерею и все средства вложили в строительство богадельни и её содержание. Ныне в здании располагается Управление здравоохранения. Построена знаменитым архитектором Цеханским.
- Дом № 36 — Офис Макрорегионального филиала «Центр» компании Ростелеком. Здание построено в 1986 году как междугородняя АТС, в которой была установлена АМТС-3, в 1995 г. установлена новая цифровая АТС фирмы «Сименс». Здание реконструировано в 2014 году. У здания находится единственная сохранившаяся в Рязани телефонная будка.
- Дом № 46 — Рязанский государственный университет. Здание построено в 1881 году для нужд учительской семинарии[9]. Новый корпус находится на пересечении улиц Свободы и Салтыкова-Щедрина.
- Дом № 49 — Дом, в котором в котором в 1868—1869 годах жил писатель М. Е. Салтыков-Щедрин.
- Дом № 57 — Дворец Рюмина (пансион мужской гимназии). Ныне Рязанский областной художественный музей. Памятник архитектуры федерального значения[10].
- Дом № 79 — Дом губернатора («Дом Свободы»). Памятник архитектуры федерального значения[11]. В советское время изначально в здании располагались госорганы, а после — Музей истории комсомола. Ныне в здании располагается Музей истории молодёжного движения[12].
- Мальшинская богадельня (перекрёсток с улицей Маяковского).

## Достопримечательности

### Памятник студентам Шурику и Лиде
8 декабря 2015 года во дворе у входа в главный корпус Рязанского государственного университета имени С. А. Есенина под звуки исполненного на латинском языке средневекового студенческого гимна «Гаудеамус» торжественно открыли скульптурную композицию, посвящённую самым известным отечественным студентам — Шурику и Лиде из фильма режиссёра Леонида Гайдая «Операция „Ы“ и другие приключения Шурика». Мероприятие состоялось за десять дней до празднования 100-летнего юбилея вуза. Скульптуру создали в творческой студии «Анформат» из полиэфирной смолы.

## Галерея

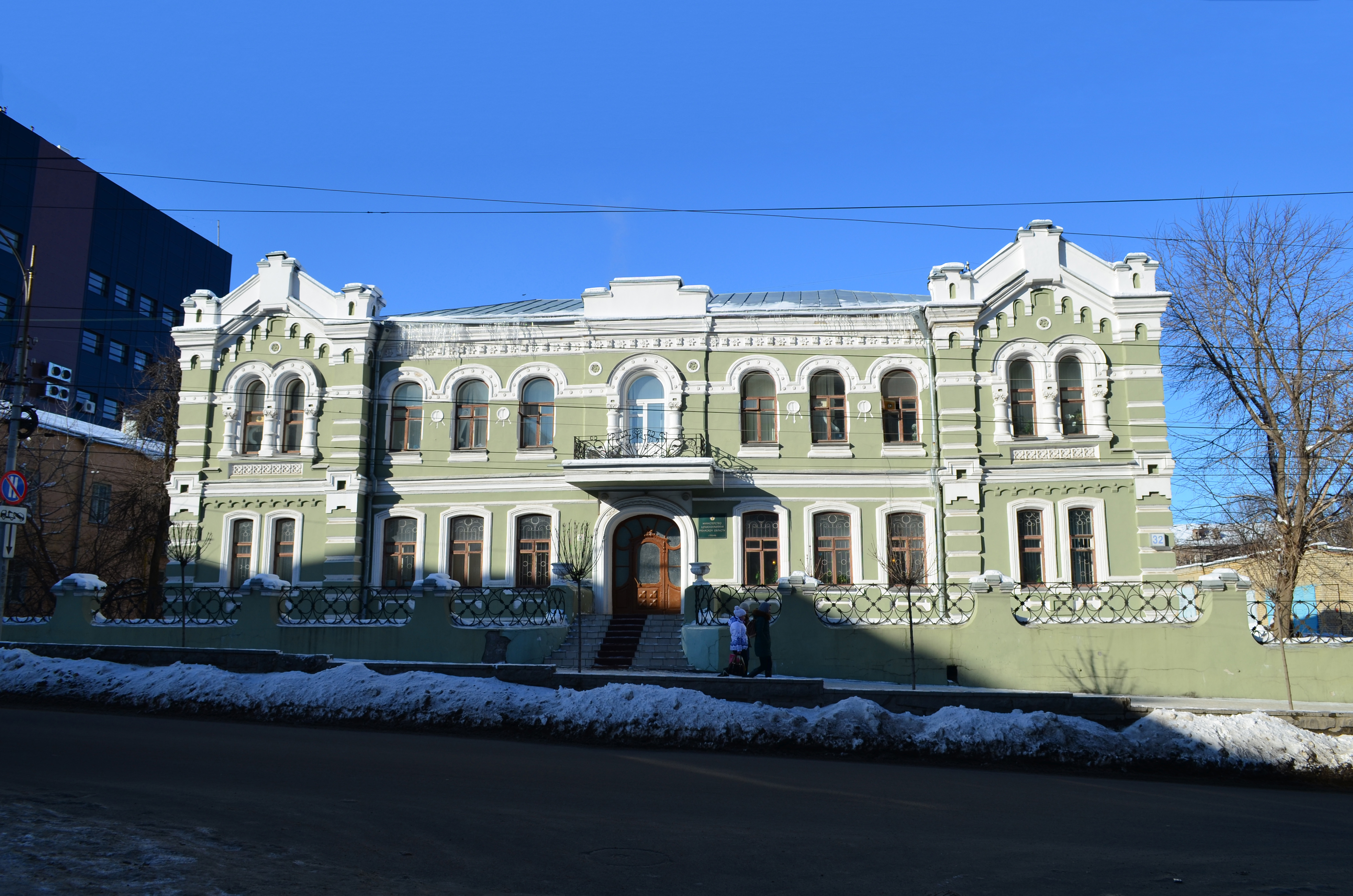
Д. 32.Бывшая богадельня сестёр Титовых в Рязани, ныне минздрав Рязанской области.
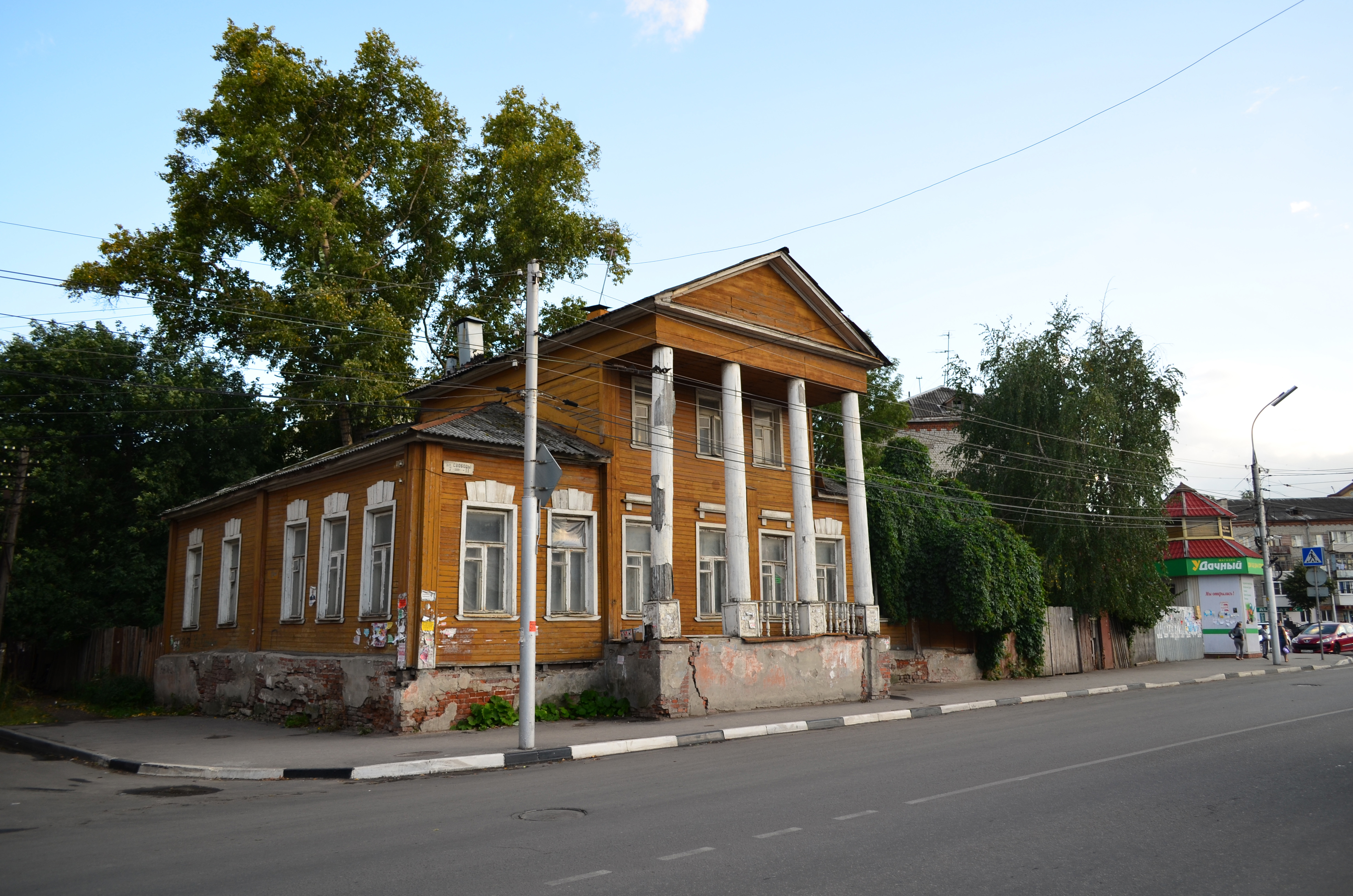
Д. 7.Бывший дом дворян Херасковых.
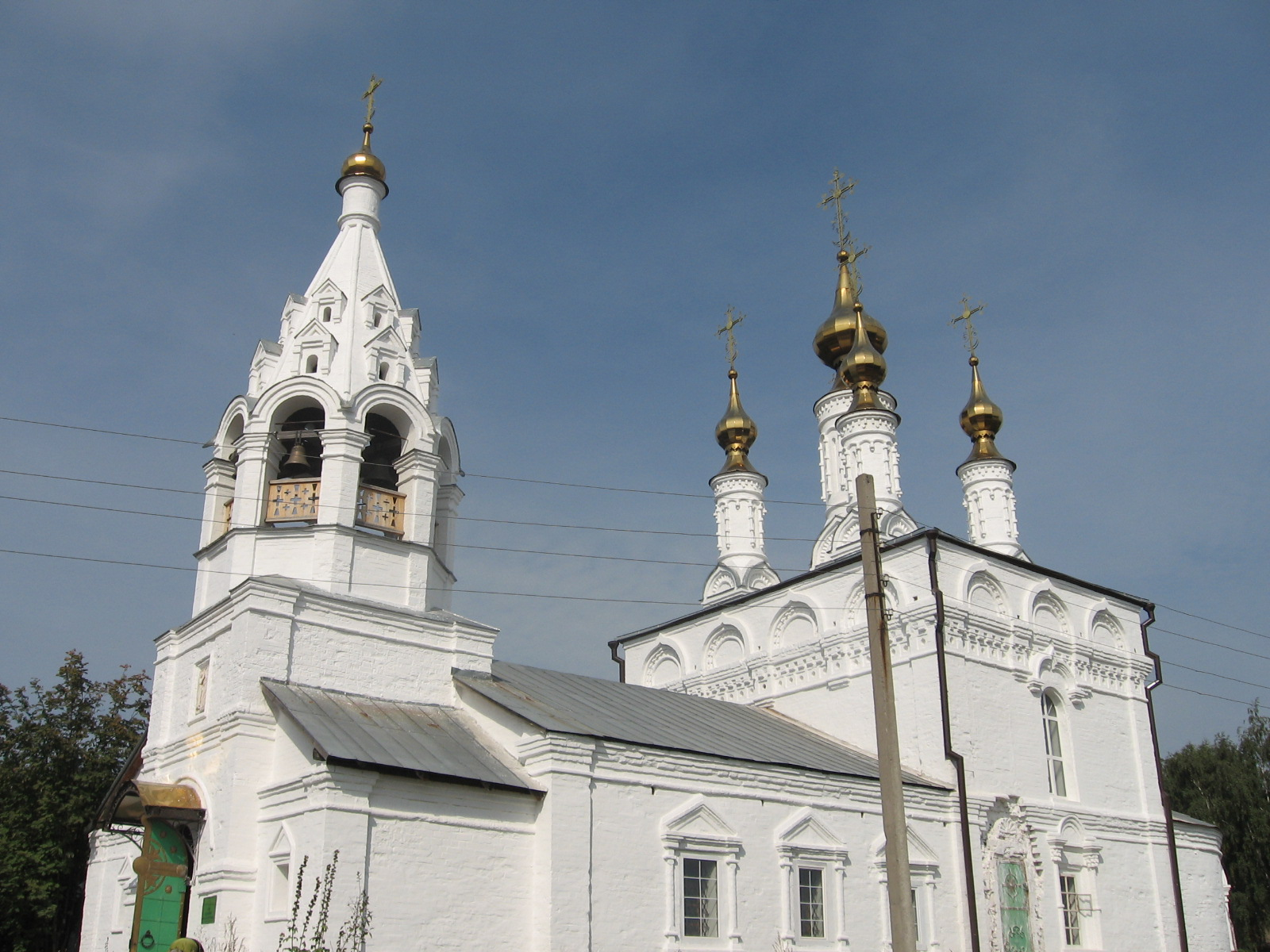
Церковь Благовещения
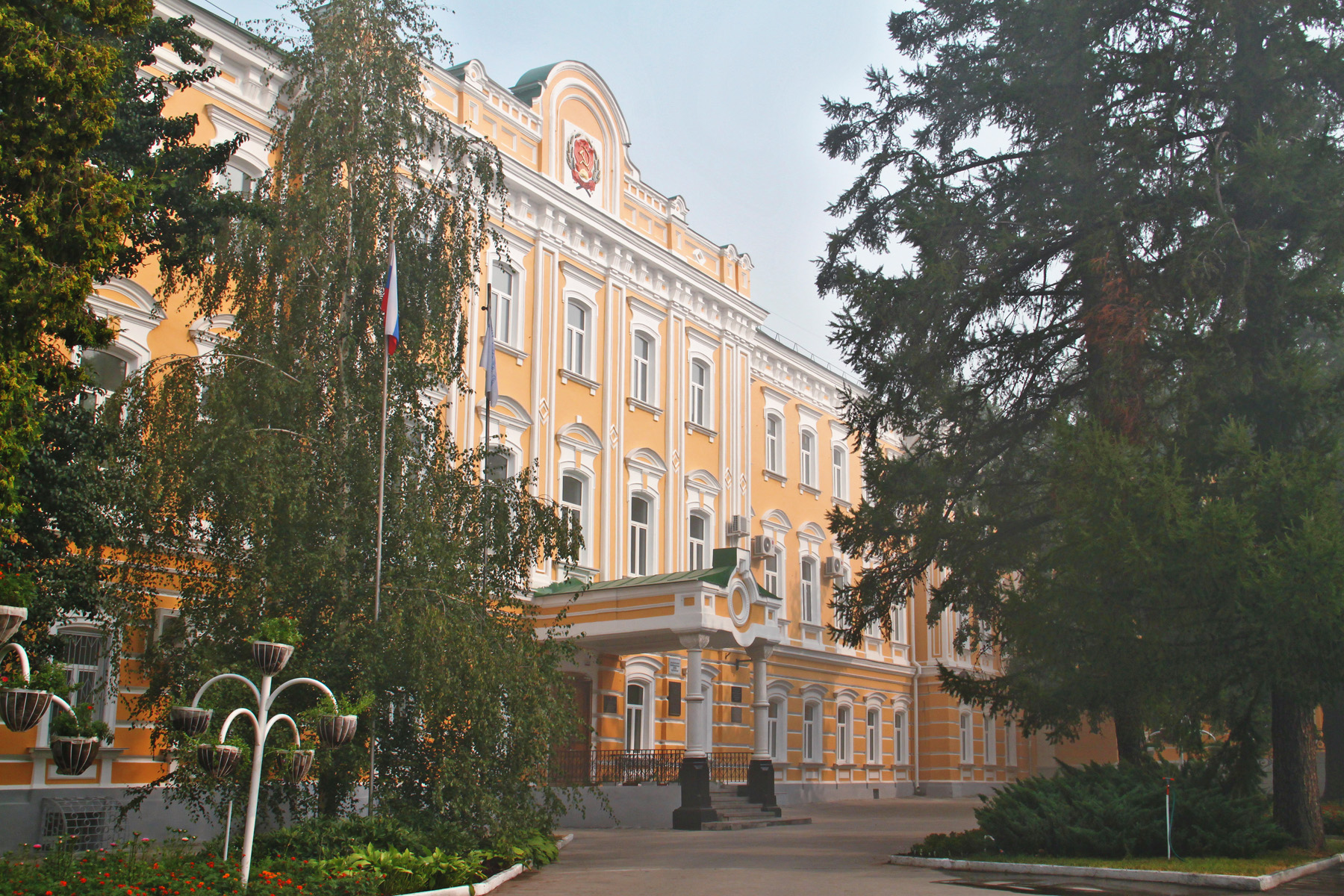
Д. 46. Главный корпус РГУ имени С. А. Есенина
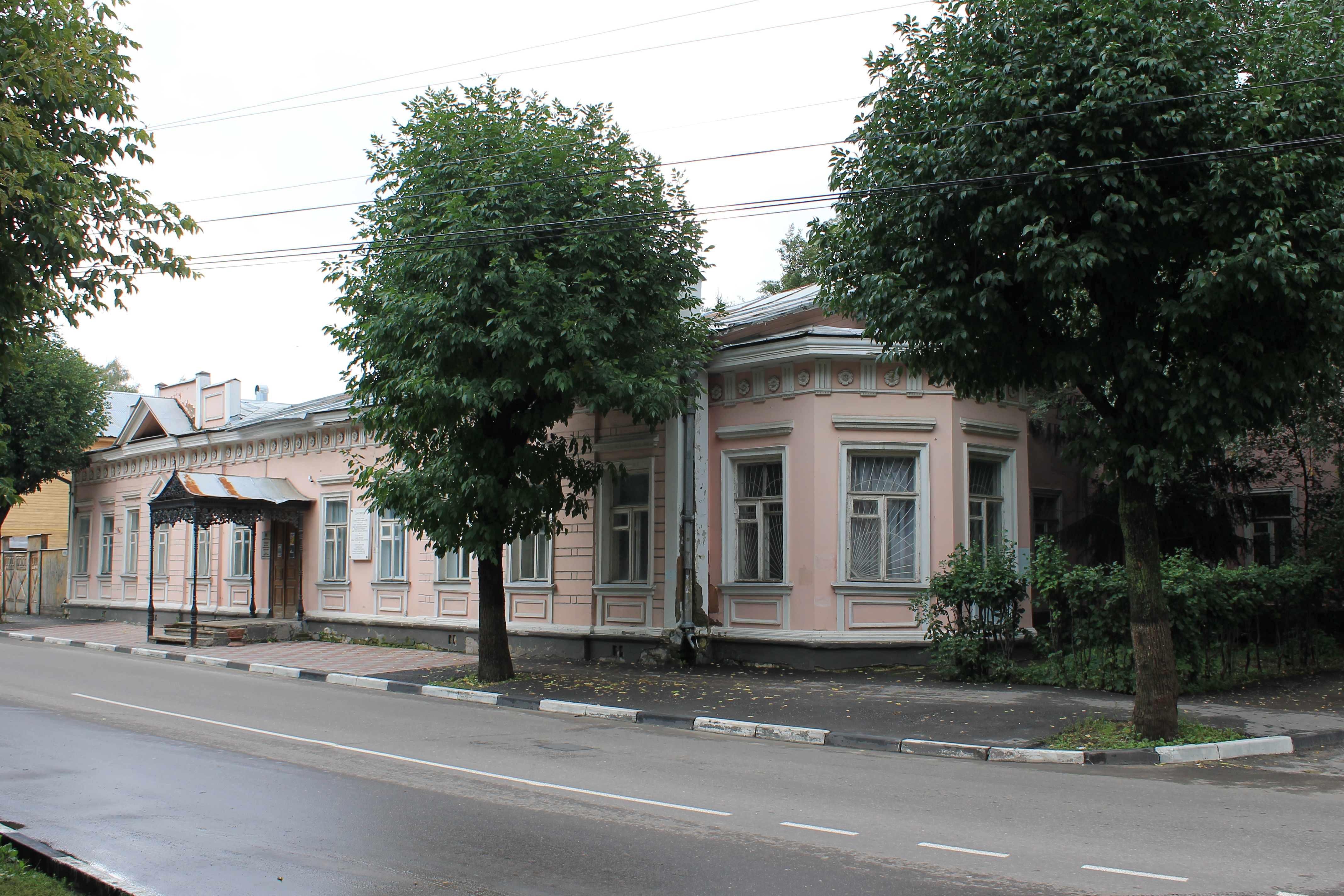
Д. 79. Бывшая резиденция губернатора
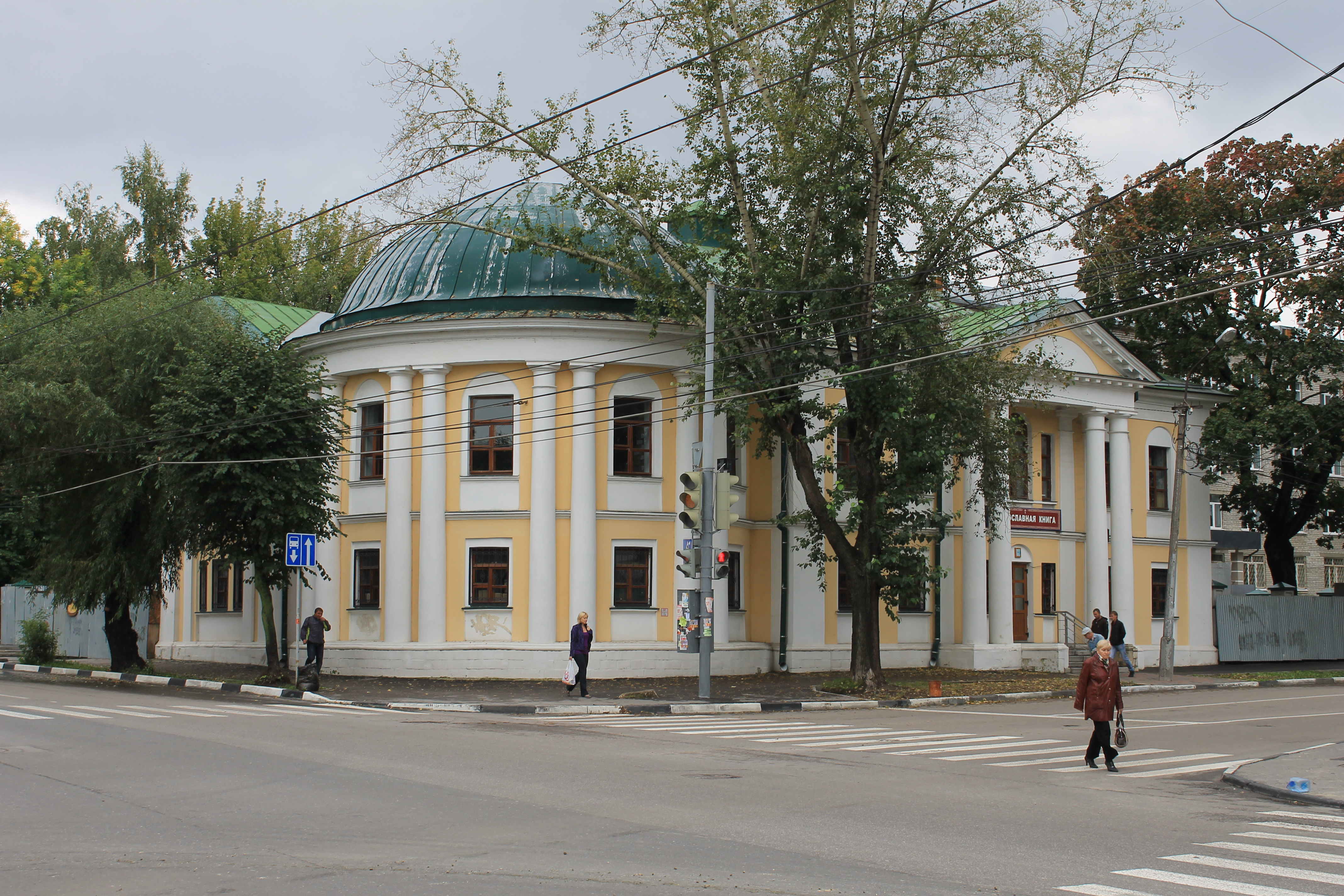
Мальшинская богадельня
Скульптура «А у нас в Рязани-грибы с глазами»! Нижний городской сад.
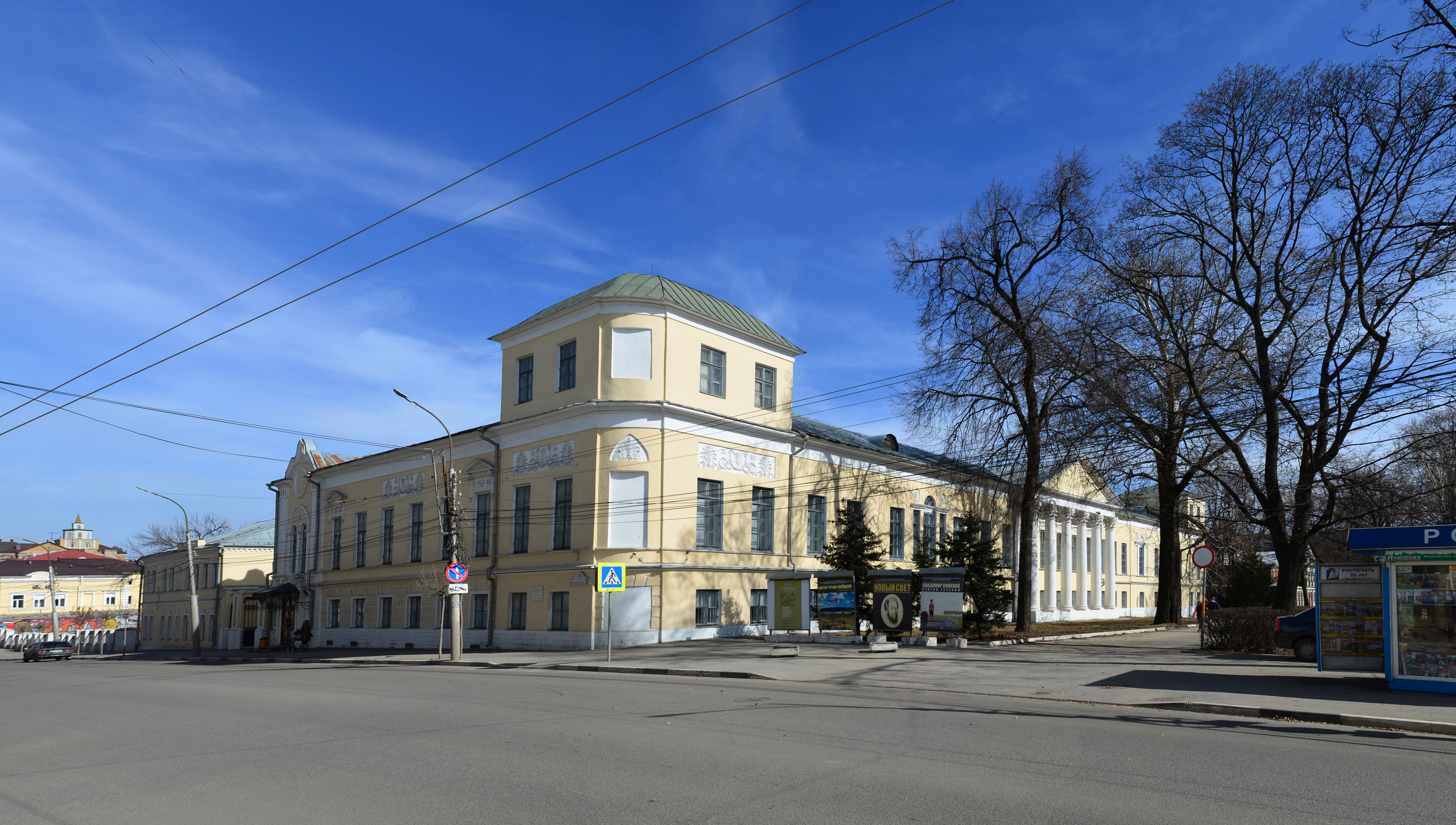
Д. 57. Бывший дворец Рюмина, ныне Рязанский областной художественный музей
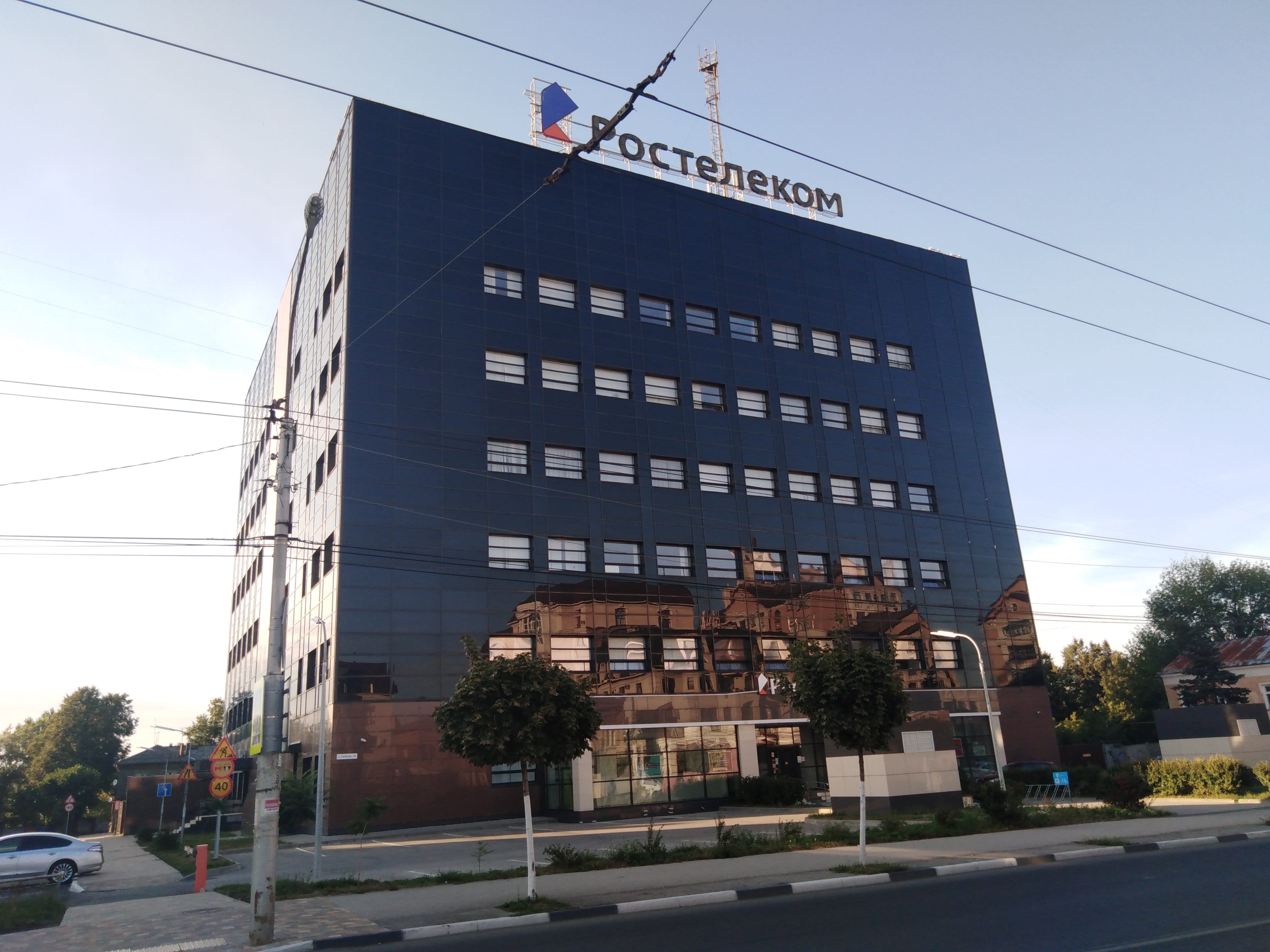
Филиал компании «Ростелеком» в Рязани
Памятник студентам

## Транспорт
Маршруты городского транспорта проходят от улицы Ленина до Окского проезда.
| Маршруты общественного транспорта на улице Свободы (январь 2023 г.) | Маршруты общественного транспорта на улице Свободы (январь 2023 г.) | Маршруты общественного транспорта на улице Свободы (январь 2023 г.) | Маршруты общественного транспорта на улице Свободы (январь 2023 г.) | Маршруты общественного транспорта на улице Свободы (январь 2023 г.)                                                                                 |
| Остановка Общественного Транспорта                                  | Троллейбусы                                                         | Автобусы                                                            | Маршрутные такси                                                    | Примечание |
| ------------------------------------------------------------------- | ------------------------------------------------------------------- | ------------------------------------------------------------------- | ------------------------------------------------------------------- | --- |
| Художественный Музей                                                | 3, 10                                                               | 23, 65, 66, 75, 99; 62                                              | 46                                                                  | Маршрут 62 имеет ООТ только на нечётной стороне. Ранее через данную ООТ также проходил троллейбус № 8 (ликвидирован)                                |
| Рязанский Государственный Университет им. С. А. Есенина             | 3, 10                                                               | 23, 62, 65, 66, 75, 99                                              | 46                                                                  | Ранее через данную ООТ также проходил троллейбус № 8 (ликвидирован)                                                                                 |
| Площадь Свободы                                                     | 3, 10                                                               | 23, 41, 62, 65, 66, 75, 99, 205                                     | 46                                                                  | Ранее данная остановка была конечной троллейбусов № 7 (ликвидирован) и № 10 (продлён до пл. Попова), а также проходил троллейбус № 8 (ликвидирован) |
| Торговый Городок                                                    | —                                                                   | 41, 62, 75                                                          | 46                                                                  | Ранее через данную ООТ проходил троллейбус № 7 (ликвидирован). Ныне через неё проходят только маршрутные такси                                      |